# Rond-point du Vingt-et-Un-Septembre-2001
Le rond-point du Vingt-et-Un-Septembre-2001 est une voie de Toulouse, chef-lieu de la région Occitanie, dans le Midi de la France.

## Situation et accès

### Description
Le rond-point du Vingt-et-Un-Septembre-2001 est une voie publique. Il se trouve au cœur du quartier de la Croix-de-Pierre, dans le secteur 2 - Rive gauche.

### Voies rencontrées
Le rond-point du Vingt-et-Un-Septembre-2001 rencontre les voies suivantes, dans l'ordre des numéros croissants :
1. Avenue de Muret
2. Impasse Hector-Berlioz
3. Route de Seysses
4. Route d'Espagne

### Transports
Le rond-point du Vingt-et-Un-Septembre-2001 est traversé par les lignes de Linéo L4L5 et la ligne de bus 152, qui empruntent toutes l'avenue de Muret puis, pour la première la route de Seysses et, pour les deux autres, la route d'Espagne.
La station de vélos en libre-service VélôToulouse la plus proche est la station no 190 (39 route d'Espagne).

## Odonymie
Le rond-point du Vingt-et-Un-Septembre-2001 a été nommé en souvenir à la date de l'explosion de l'usine AZF, catastrophe industrielle majeure qui a durement touché le sud de la ville de Toulouse, et particulièrement le quartier de la Croix-de-Pierre. L'inauguration s'est faite le 21 septembre 2002, jour anniversaire de la catastrophe, en présence du maire de la ville, Philippe Douste-Blazy, et d'associations de victimes et de quartier.
Ce fut longtemps un simple carrefour sans nom, populairement connu comme « la Pointe », à cause de la forme de l'îlot qui se forme au carrefour de la route de Seysses et de la route d'Espagne. On lui trouve aussi le nom de barrière de Muret, mais il s'avère plutôt inexact : la barrière de l'octroi avait été déplacée en 1905 de la porte de Muret (emplacement de la place du Fer-à-Cheval) à la place de la Croix-de-Pierre, puis en 1933 au croisement de la route d'Espagne avec les voies ferrées de la ligne de Toulouse à Auch : « la Pointe » ne fut donc jamais le lieu précis où se trouvait la barrière de Muret.